# Märratjärnen (Piteå socken, Norrbotten)
Märratjärnen är en sjö i Piteå kommun i Norrbotten och ingår i Rokån-Jävreåns kustområde.